# Радомлє
Радомлє (словен. Radomlje) — поселення в общині Домжале, Осреднєсловенський регіон, Словенія. 
Висота над рівнем моря: 333,1 м.